# Заслужений вчитель України
Заслужений вчитель України — державна нагорода України — почесне звання України. Первісна назва — заслужений вчитель Української РСР.
Нині надає Президент України відповідно до Закону України «Про державні нагороди України». Згідно з Положенням про почесні звання України від 29 червня 2001 року, це звання присвоюють:
|  | вчителям загальноосвітніх та викладачам інших навчальних закладів системи загальної середньої освіти всіх типів за досягнення значних успіхів у навчанні і вихованні учнівської молоді |

Особи, яких представляють до присвоєння почесного звання «Заслужений вчитель України», повинні мати вищу або професійно-технічну освіту.

## 1991
- Гриценко, Ольга Миколаївна - учитель англійської мови гімназії № 2 Жовтневого району м. Одеси [1][2].

## 1993
- Табачин Олександра Станіславівна - учителька Павлівської  середньої школи Тисменицького району (нині – Павлівський ліцей Яминицької ТГ Івано-Франківського району), Івано-Франківської області[3]

## 1996
- Євстіфеєв Павло Федорович - вчитель Рівненської гуманітарної гімназії
- Лебідь Тетяна Іванівна-учитель історії ліцею при ХДПІ

## 2009
- Володін Володимир Вікторович — учитель Києво-Печерського ліцею N 171 «Лідер», м.Київ
- Дзюбенко Ніна Петрівна — учитель спеціалізованої середньої загальноосвітньої школи I-III ступенів з поглибленим вивченням математики і фізики N 34, м.Вінниця
- Драган Григорій Іванович — учитель гімназії міста Білої Церкви, Київська область
- Одинцова Зоя Іванівна — учитель Харківської загальноосвітньої школи I-III ступенів N 126
- Тимошкевич Вікторія Олексіївна — учитель ліцею N 208, м.Київ
- Хольвінська Лідія Михайлівна — учитель Природничо-наукового ліцею N 145, м.Київ
- Шитикова Лариса Олександрівна — учитель Харківської гімназії N 47
- Шкель Ганна Станіславівна — учитель ліцею при Донецькому національному університеті

.

## 2010
- Азаренкова Альона Іванівна — учителька Сумської спеціалізованої школи I-III ступенів N 10
- Безушко Олександр Миколайович — учитель Калуської гімназії, Івано-Франківська область
- Біла Майя Петрівна — учитель середньої загальноосвітньої школи N 40, м. Дніпропетровськ
- Володіна Інна Лазарівна — учитель Києво-Печерського ліцею N 171 «Лідер», м.Київ
- Гращенкова Ірина Олександрівна — Миколаївського юридичного ліцею, м.Миколаїв
- Грибова Ніна Михайлівна — заступник директора гімназії N 143, м.Київ
- Гольдріна Ірина Андріївна — учитель Херсонського ліцею
- Гуменюк Валентина Ананіївна — учитель Житомирської міської гуманітарної гімназії N 23, м.Житомир
- Дідик Галина Василівна — учитель учительці Жашківської спеціалізованої школи N 1 з поглибленим вивченням окремих предметів, Черкаська область
- Домарєва Інна Іванівна — директор загальноосвітньої школи I-III ступенів N 20, м.Донецьк
- Зайцева Олена Вячеславівна — учитель Дніпропетровського вищого училища фізичної культури
- Іоніцой Валентин Серафімович — учитель Драницького навчально-виховного комплексу «Загальноосвітній навчальний заклад - дошкільний навчальний заклад», Чернівецька область
- Іценко Володимир Олексійович — учитель Таращанської районної гімназії «Ерудит», Київська область
- Кернична Світлана Василівна — учитель середньої загальноосвітньої школи I-III ступенів N 50, м.Львів
- Козлова Тетяна Леонідівна — учитель загальноосвітнього спеціалізованого санаторного інтернатного закладу II-III ступенів «Ерудит» для обдарованих дітей, м.Донецьк
- Кравець Галина Петрівна — учитель загальноосвітнього спеціалізованого санаторного інтернатного закладу II-III ступенів «Ерудит» для обдарованих дітей, м.Донецьк
- Манжос Валентина Мар'янівна — учитель Запорізької загальноосвітньої школи I-III ступенів N 1 імені Т.Г. Шевченка, м.Запоріжжя
- Матвійчина Світлана Володимирівна — учитель Чернівецької гімназії N 2
- Мігутіна Олена Олександрівна — учитель Красноармійського навчально-виховного комплексу, Донецька область
- Наритник Тетяна Миколаївна — учитель Бурштинської загальноосвітньої школи I-III ступенів N 2 Галицького району, Івано-Франківська область
- Пилипів Ярослав Михайлович — учитель навчально-виховного комплексу «Школа I ступеня - гімназія імені Митрополита Андрія Шептицького міста Стрия», Львівська область
- Пихтар Микола Петрович — учитель ліцею міста Славутича, Київська область
- Пікалюк Андрій Іванович — директор Уманської загальноосвітньої школи I-III ступенів N 3, Черкаська область
- Приходько Юлія Миколаївна — учитель Полтавської гімназії N 17
- Рілова Людмила Олександрівна — учитель Прилуцької спеціалізованої школи I-III ступенів N 6 з поглибленим вивченням інформаційних технологій, Чернігівська область
- Савченко Ганна Андріївна — учитель Одеського навчально-виховного комплексу «Гімназія N 7 - спеціалізована школа I ступеня з поглибленим вивченням англійської мови»
- Сапєгін Сергій Васильович — учитель Полтавського обласного ліцею-інтернату для обдарованих дітей із сільської місцевості імені А.С. Макаренка
- Сітар Янош Деметрович — учитель загальноосвітньої спеціалізованої школи-інтернату з поглибленим вивченням окремих предметів міста Ужгорода
- Стародубцева Вікторія Анатоліївна — учитель Золочівської загальноосвітньої школи I-III ступенів N 2, Харківська область
- Степанюк Марія Олексіївна — учитель Здолбунівської загальноосвітньої школи I-III ступенів N 6, Рівненська область
- Томчук Світлана Сергіївна — директор Клекотинської середньої загальноосвітньої школи I-III ступенів Шаргородського району, Вінницька область
- Узун Олена Петрівна — учитель навчально-виховного комплексу «Загальноосвітня школа I-III ступенів-ліцей» смт Любашівка, Одеська область
- Хвесик Анатолій Євдокимович — учитель загальноосвітньої школи I-III ступенів с. Мала Глуша Любешівського району, Волинська область
- Шкірова Віра Сергіївна — директор Сімферопольської спеціальної загальноосвітньої школи-інтернату I-III ступенів N 2, Автономна Республіка Крим
- Шутяк Ірина Анатоліївна — керівник фізичного виховання Кам'янець-Подільського коледжу харчової промисловості Національного університету харчових технологій, Хмельницька область
- Яковлєва Надія Богданівна — учитель комунального закладу «Навчально-виховне об'єднання природничо-економіко-правовий ліцей - спеціалізована школа I-III ступенів N 8 - позашкільний центр Кіровоградської міської ради Кіровоградської області»[5].

## 2013
- Андрусенко Олена Борисівна - учитель Шосткинського навчально-виховного комплексу: спеціалізованої школи І-II ступенів - ліцею Шосткинської міської ради Сумської області.
- Шевчук Олександр Григорович - викладач фізики та астрономії Ніжинського міського ліцею Ніжинської міської ради ім. М.Гоголя.

## 2016
- Адамовська Тамара Іванівна — учитель комунального закладу «Запорізька спеціалізована загальноосвітня школа- інтернат спортивного профілю» Запорізької обласної ради
- Андряник Тетяна Анатоліївна — учитель Козелецької гімназії № 1 , Заслужений вчитель України з української мови та літератури
- Болбот Олена Миколаївна — учитель Лубенської загальноосвітньої школи І—III ступенів № 2 Лубенської міської ради, Полтавська область
- Вовк Володимир Федорович — учитель Валківського ліцею імені Олександра Масельського Валківської районної ради, Харківська область
- Гаврилюк Василь Григорович — учитель Львівського фізико-математичного ліцею-інтернату при Львівському національному університеті імені Івана Франка
- Горбуров Леонід Іванович — директор Лиманівської загальноосвітньої школи І—ІІІ ступенів Березанської районної ради, Миколаївська область
- Дармохід Марія Йосипівна — учитель Бучацької гімназії імені В. М. Гнатюка, Тернопільська область
- Олех Анатолій Петрович — учитель Конотопської спеціалізованої школи І—III ступенів № 3 Конотопської міської ради, Сумська область
- Орел Надія Трохимівна учитель комунального закладу освіти «Середня загальноосвітня школа № 114» Дніпровської міської ради
- Пономарчук В'ячеслав Вадимович — учитель біології комунального закладу "Маріупольський технічний ліцей" Маріупольської міської ради Донецької області", м. Маріуполь, Донецька область
- Терехов Володимир Франкович — учитель Білоцерківського навчально-виховного об'єднання «Ліцей — Мала академія наук» Білоцерківської міської ради, Київська область
- Хоменко Світлана Олександрівна — учитель гімназії № 117 імені Лесі Українки з поглибленим вивченням іноземних мов Печерського району м. Києва
- Чжен Віра Абрамівна — учитель-методист Київської гімназії східних мов № 1 Святошинського району м. Києва
- Швидка Ніна Олександрівна — учитель Іванопільської гімназії Чуднівської районної ради, Житомирська область
- Шторліна Олена Вікторівна — учитель гімназії «Києво-Могилянський колегіум» II—III ступенів Деснянського району м. Києва
- Яремчук Микола Михайлович — учитель Української гімназії № 1 Івано-Франківської міської ради[6].

## 2019
- Басанець Віталій Васильович — учитель Богородчанської загальноосвітньої школи І-ІІІ ступенів №1 Богородчанської районної ради, Івано-Франківська область [7].
- Чеверноженко Олеся Василівна - учитель-методист Київської гімназії №287 Святошинського району м. Києва